# Кремлин (Оклахома)
Кремлин (енгл. Kremlin) град је у америчкој савезној држави Оклахома.

## Демографија
По попису из 2010. године број становника је 255, што је 15 (6,3%) становника више него 2000. године.
| Група             | 2000.       | 2010.       |
| Белци             | 227 (94,6%) | 234 (91,8%) |
| Афроамериканци    | 4 (1,7%)    | 4 (1,6%)    |
| Азијати           | 0 (0,0%)    | 1 (0,4%)    |
| Хиспаноамериканци | 1 (0,4%)    | 5 (2,0%)    |
| Укупно            | 240         | 255         |